# TOP2A
 Топоизомераза ДНК 2 альфа  (топоизомераза  IIα) — фермент, который  контролирует и изменяет топологические состояния ДНК во время транскрипции и репликации. Топоизомераза  IIα кодируется у человека геном  TOP2A .
Топоизомераза  IIα локализуется в ядре и снижает торсионное напряжение, которое возникает во время транскрипции и репликации. Топоизомераза  IIα участвует также в таких процессах, как конденсация хромосом, разделение сестринских хроматид. Этот фермент катализирует разрыв, а затем воссоединение двух нитей спирали ДНК, что позволяет нитям пройти сквозь друг друга, изменяя таким образом топологию ДНК. Существует родственный белок, топоизомераза IIβ, который возник в результате дупликации гена.  Ген, кодирующий форму альфа, локализуется на хромосоме 17, а ген формы бета локализован на хромосоме 3. 
Топоизомераза  IIα является мишенью для нескольких противоопухолевых агентов. Некоторые мутации в гене TOP2A связаны с развитием лекарственной устойчивости в раковых клетках при химиотерапии. Снижение активности этого фермента может также играть роль в атаксии телеангиэктазии.

## Взаимодействия
Топоизомераза  IIα взаимодействует с HDAC1, CDC5L, малым убиквитиносвязанным модификатором 1 и P53.